# Sumaré
Sumaré je grad u Brazilu. Nalazi se u saveznoj državi Sao Paulu. 

## Stanovništvo
Prema procjeni iz 2007. u gradu je živjelo 228.696 stanovnika.
| 1991.   | 2000.   |
| ------- | ------- |
| 139.168 | 196.723 |

## Vanjske poveznice
- Službena stranica